# Miricacalia
Miricacalia là một chi thực vật có hoa trong họ Cúc (Asteraceae).

## Loài
Chi Miricacalia gồm các loài: